# Odori ebi
Odori ebi (chữ Nhật: 踊り海老/躍り海老, tạm dịch: "tôm nhảy") là một món Sushi của Nhật Bản và cũng là một loại sashimi. Sushi chứa tôm non (Pandalus borealis hoặc Marsupenaeus japonicus) vẫn còn sống và có thể động đậy những cái chân và râu trong khi ăn. Bữa ăn được chuẩn bị một cách nhanh chóng để giữ cho tôm còn sống, và khi ăn thì tôm thường được nhúng vào sake để làm tôm say (Drunken shrimp), sau đó là nước chấm đặc biệt, và cuối cùng cũng nhai thật nhanh để giết nó. Tôm có thể được phục vụ toàn bộ hoặc với đầu cắt bỏ; đầu và vỏ đôi khi nhanh chóng chiên và phục vụ bên cạnh. Việc tiêu thụ động vật có vỏ không nấu chín có thể là một mối nguy hiểm sức khỏe nghiêm trọng do nguy cơ bị bệnh nhồi máu cơ tim.
Một biến thể của món này là gỏi tép sống (Goong Ten, chữ Thái: กุ้งเต้น) là món ăn độc đáo của người Thái Lan với những con tép còn tươi nguyên, vẫn còn nhảy trong miệng thực khách khi vừa nếm thử, đó là những con tép sống, trộn cùng rau thơm, sả, đường, hành tím, chanh ớt và gia vị. Cách chế biến món ăn không quá cầu kỳ khi người ta để tép tươi sống vào chậu nhôm nhỏ rồi cho thêm ớt tươi, rau thơm kèm gia vị và vắt cốt chanh lên cùng. Những con tép sống sẽ nhảy tanh tách trong chậu nên gọi là “tép nhảy”. Khi nguyên liệu ngấm gia vị, người bán hàng sẽ đổ món ăn ra ngoài để thực khách thưởng thức.